# Caritas Internationalis
Caritas Internationalis (často zkracováno na Caritas) je konfederace katolických humanitárních organizací, převážně národních charit. Celkem sdružuje 162 členských organizací. Jejím cílem je vybudovat lepší svět, zejména pro chudé a utlačované. 

## Historie

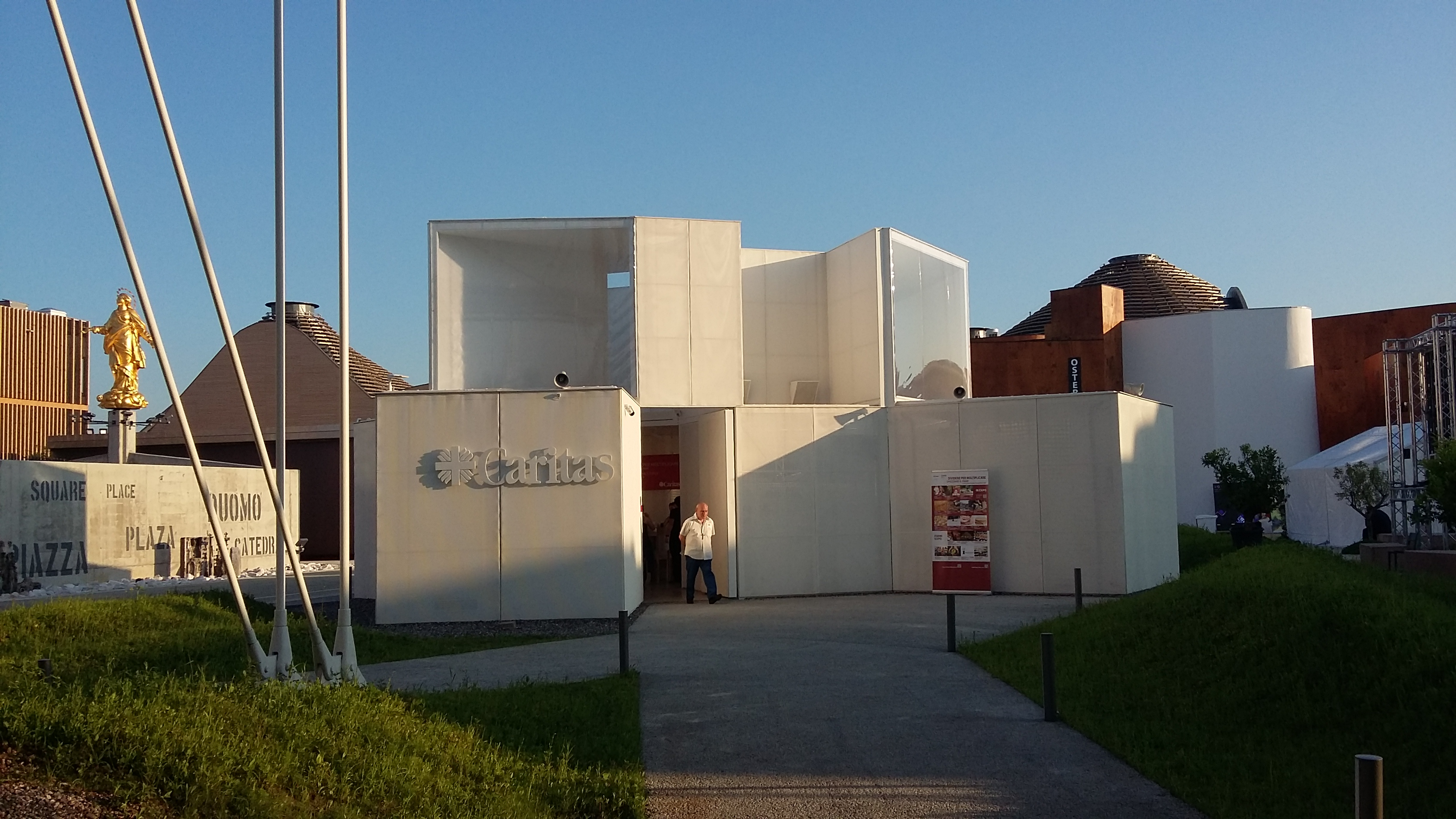
Pavilon nadace Caritas na Expo 2015 v Miláně

Organizace Caritas vznikla v roce 1924 během Eucharistického světového kongresu v Amsterdamu. Před druhou světovou válkou pracovala jako konference pod názvem Caritas Catholica. 
Organizace v dnešní podobě vznikala v letech 1950–1951. V roce 1957 změnila název do současné podoby z důvodu rozšiřování do mnoha zemí světa. Generální sekretariát sídlí ve Vatikánu.
Carital Internationalis je jednou z největších humanitárních organizací na světě, sociální a zdravotnické služby poskytuje ve více než 200 zemích světa. V některých zaostalých státech tvoří jí provozovaná sociální a zdravotnická zařízení většinu všech podobných zařízení a prakticky jedinou funkční síť těchto služeb. Členem Caritas Internationalis je i Charita Česká republika.